# Нехавенд
Нехаве́нд, или Нахава́нд , или Нихава́нд, или Нихаве́нд (перс. نهاوند‎) — город на западе Ирана, в провинции Хамадан. Административный центр шахрестана  Нехавенд. Третий по численности населения город провинции.

## География
Город находится в южной части Хамадана, в горной местности, на высоте 1 644 метров над уровнем моря.
Нехавенд расположен на расстоянии приблизительно 65 километров к юго-западу от Хамадана, административного центра провинции и на расстоянии 310 километров к юго-западу от Тегерана, столицы страны.

## История
Город был основан в период правления Дария I Великого из династии Ахеменидов, на территории персидской сатрапии Мидия. В эпоху правления македонской династии Селевкидов, рядом с Нехавендом были основаны греческие города Апамея и Лаодикея, упоминающиеся в сочинениях Страбона и Плиния Старшего.
В 642 году в окрестностях города состоялась битва между армией арабов-мусульман халифа Умара и персидским войском шахиншаха Йездигерда III, закончившаяся полным поражением персов. 
С историей города связана жизнь Беньямина Нахавенди (ок. 830-860), одного из лидеров иранских караимов.

## Население
На 2006 год население составляло 72 218 человек; в национальном составе преобладают луры и лаки, в конфессиональном — мусульмане-шииты.
| 1986   | 1991   | 1996   | 2006   | 2012   |
| ------ | ------ | ------ | ------ | ------ |
| 52 265 | 59 307 | 65 164 | 72 218 | 75 859 |